# Assinet (département)
Le département d'Assinet est un des six départements composant la province du Batha au Tchad. Son chef-lieu est Assinet.

## Subdivisions
Le département d'Assinet compte trois sous-préfectures qui ont le statut de communes :
- Assinet,
- Wirel,
- Koundjar.

## Histoire
Le département d'Assinet a été créé par l'ordonnance n° 038/PR/2018 portant création des unités administratives et des collectivités autonomes du 10 août 2018.
Il correspond à l'ancienne sous-préfecture d'Assinet du département du Batha Est.

## Administration
Préfets d'Assinet (depuis 2018)
- nd.